# Foucherolles
Foucherolles ist eine französische Gemeinde mit 303 Einwohnern (Stand: 1. Januar 2022) im Département Loiret in der Region Centre-Val de Loire. Sie gehört zum Arrondissement Montargis und ist Teil des Kantons Courtenay. Die Einwohner werden Foucherollais genannt.

## Geografie
Foucherolles liegt etwa 75 Kilometer ostnordöstlich von Orléans. Nachbargemeinden von Foucherolles sind Bazoches-sur-le-Betz im Norden und Nordwesten, Domats im Norden und Osten, Saint-Hilaire-les-Andrésis im Süden und Südosten sowie Ervauville im Westen.

## Bevölkerungsentwicklung
| Jahr                       | 1962 | 1968 | 1975 | 1982 | 1990 | 1999 | 2006 | 2018 |
| Einwohner                  | 47   | 45   | 54   | 74   | 90   | 169  | 258  | 277  |
| Quellen: Cassini und INSEE |      |      |      |      |      |      |      |      |

## Sehenswürdigkeiten
- Kirche Saint-Antoine-et-Saint-Genet

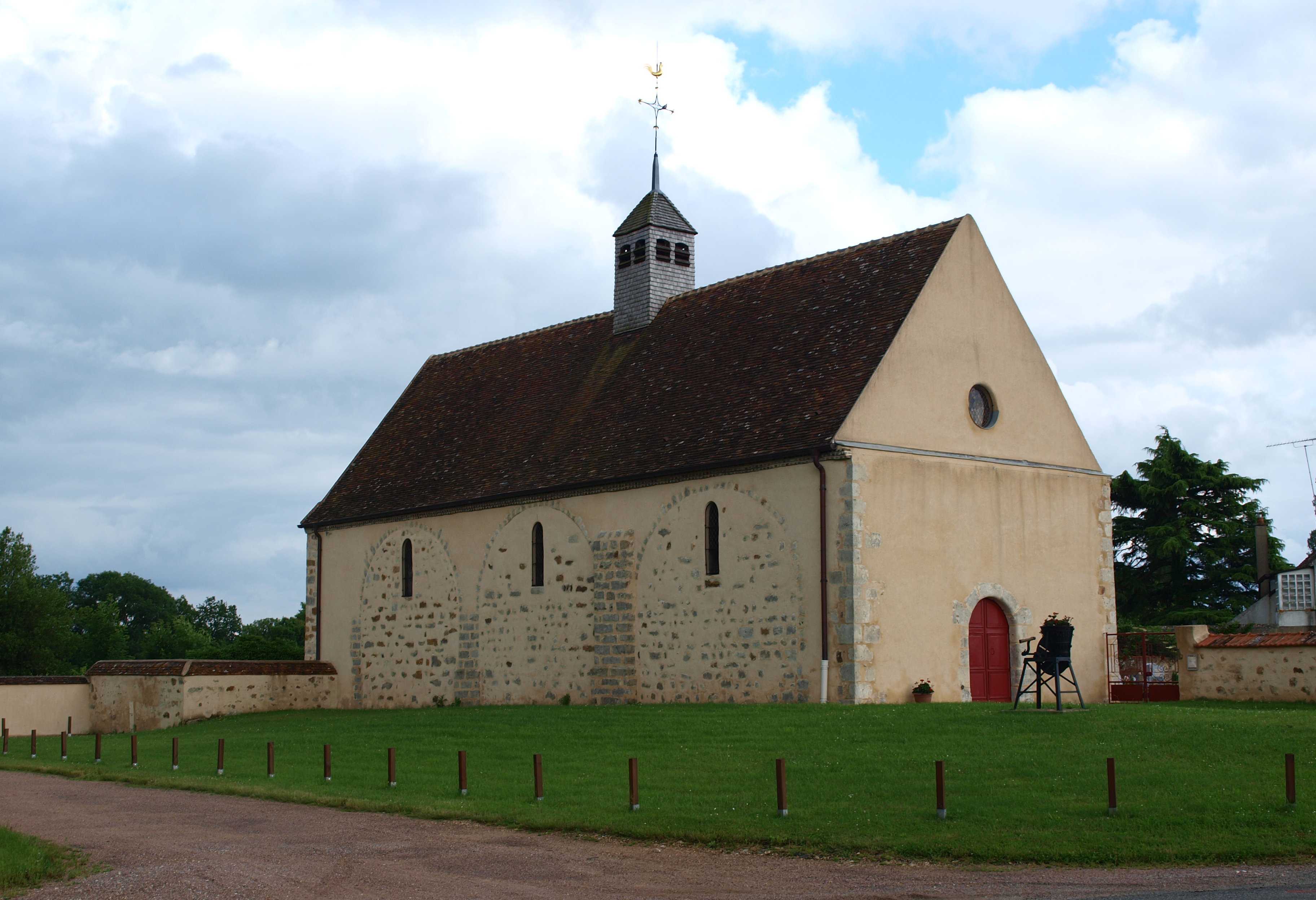
Kirche Saint-Antoine-et-Saint-Genet